# Classic BattleTech
Classic BattleTech — настольный варгейм, действие которого разворачивается в вымышленной вселенной BattleTech. Игра имитирует бои между футуристическими механизированными войсками. Изначальным издателем являлась FASA Corporation, сейчас игра выпускается кампанией Catalyst Game Labs по лицензии. Термин «classic» используется для того, чтобы отличить оригинальную игру от вариантов и связанных с ними игр, которые появились позднее, например MechWarrior: Dark Age и BattleTech: Alpha Strike. В игре представлен обширный ассортимент игровых миниатюр.

## История создания
Игру разработали Джордан Вейсмен (англ. Jordan Weisman), Росс Бэбкок и Патрик Ларкин (англ. Patrick Larkin). Первый выпуск состоялся в 1984 году, компания FASA издала игру под названием «Battledroids». Вскоре игра была переиздана под названием «BattleTech, 2-nd edition» в связи с со спором об авторском праве на слово «droid» с Джорджом Лукасом. В 20-м веке игра активно развивалась: выпускались различные дополнения, редакции и художественная литература по вымышленной вселенной BattleTech, видеоигры. В данный момент Classic BattleTech — часть франшизы про Боевых Мехов. Последнее дополнение «BattleTech: Clan Invaison» выпущено Catalyst Game Labs в 2020 году.

## Игровой процесс
Classic BattleTech — это пошаговая тактическая игра для двух и более человек. Обычно игра происходит на карте с шестигранной сеткой и с фигурками-миниатюрами или фишками, которые символизируют боевые единицы. Состояние боевой единицы отображается на специальном листе, в нём отмечен тип боевой единицы, её характеристики и вооружение, состояние брони, целостность внутренней структуры, нагрев и другие данные. В качестве генератора случайных чисел используется два шестигранных кубика. Игроки управляя боевыми единицами должны выполнить обусловленные сценарием игры задачи, которые могут быть самыми разнообразными, от уничтожения противника во встречном бою, до эвакуации важной персоны.

## Правила
На 2020 год последней итерацией основной книги правил (англ. Core Rules) является Total Warfare которая впервые была издана в 2006 году FanPro, а в последующем переиздавалась Catalyst Game Labs. Существует так же несколько дополнительных книг правил которые позволяют значительно расширить, детализировать и углубить игровой процесс по желанию игроков.
Список основных книг правил (англ. core rulebooks) Classic Battletech:
- Total Warfare: основная книга правил

- TechManual: расширенные правила создания боевых единиц: Мехов, техники, авиации и т. д.

- Tactical Operations: расширенные правила для наземных сражений.

- Strategic Operations: расширенные правила для глобальных сражений.

- Interstellar Operations: расширенные правила для космических битв и масштабных военных кампаний.

- A Time of War: правила для ролевой игры.

В 2017 году Catalyst Game Labs издала книгу правил под названием BattleTech:BattleMech Manual. Данная книга первая в серии новой итерации основных книг правил. В ней объединены правила для игры в Classic BattleTech Боевыми Мехами (и только ими) из Total Warfare, Tactical Operations и TechManual. Однако, необходимо уточнить, что новая книга не отменяет предыдущие редакции, а лишь преподносит их в новом, более современном формате.
В 2019 году в составе стартового набора «BATTLETECH: A GAME OF ARMORED COMBAT» была издана базовая книга правил Classic BattleTech. Позднее данная книга правил была издана Hobby Games на русском языке (так же в составе стартера). Электронная версия базовой книги правил из стартового набора распространяется Hobby Games на бесплатной основе и является единственной официальной переведённой на русский язык книгой правил Classic BattleTech.
Помимо основных книг правил так же имеется ряд вспомогательных руководств и справочников. Данные издания служат для обогащения игрового процесса «историческим» и художественным обоснованием в рамках вымышленной вселенной BattleTech:
- Технические руководства (англ. Technical Readouts, TRO) — издаются или публикуются в электронном виде. Представляют собой стилизованные под технические инструкции каталоги боевых единиц и вспомогательной техники вселенной BattleTech. В название технического руководства обычно пишется дата (год) игровой вселенной. Например название Техническое руководство: 3025 охватывает вооружения и технику используемые в 3025 году. В более поздних издания даты часто меняли на название эпохи или временного периода, например Техническое руководство: Наследные Войны.

- Руководства по распознаванию (англ. Recognition Guides) — функционально идентичны Техническим руководствам, но стилистически написаны как отчеты разведки Кланов.

- Полевые Руководства (англ. Field Manuals) и Полевые отчеты (англ. Field Reports) — описывают состояние вооруженных сил различных фракций, значимые события, политические отношения и т. д.

## Издание в России
В 2020 г. российский издатель Hobby Games получил права на локализацию обновленного стартера настольной игры изданного Catalyst Game Lab в 2019 г. под названием «BATTLETECH: A GAME OF ARMORED COMBAT», в России эта коробка поступила в продажу 23 октября 2020 года под названием «BATTLETECH: настольная игра».
Осенью 2021 Hobby World на своей официальной странице в социальной сети "Вконтакте" сообщила, что ведуться работы над локализацией «BATTLETECH: Clan Invasion».

## Вселенная BattleTech
Вымышленная вселенная Боевых Мехов обширна, она охватывает множество миров и столетий истории. От эпохи, в которой происходит ваша игра будет зависит место действия, фракции, персонажи и доступные боевые единицы.

### Хронология Battletech
- Эпоха Войны (2005—2570)

Первые робкие шаги человечества за пределы родной планеты приводят к политическим потрясениям и созданию великих межзвездных империй. Война является неизбежным результатом, поскольку эти фракции сталкиваются из-за ресурсов и территории. Впечатляющее и ужасающее новое изобретение — Боевой Мех, навсегда меняет облик войны.
- Звёздная Лига (2571—2780)

Под властью первых лордов Звездная Лига процветает уже двести лет. Технологии развиваются с невероятной скоростью, и миллиарды людей наслаждаются миром и процветанием. Тем не менее, на просторах Лиги растёт зависть и злоба, и ошибки правителя ЗЛ Яна Камерона приводят к плачевному результату: периферийные государственные образования восстают против центральной власти и доминирования Звёздной Лиги.
- Ранние Наследные Войны (2781—2900)

Минору Курита из Синдиката Дракона объявляет себя новым Первым Лордом Звездной Лиги, разжигая Первую Наследную Войну и втягивая в конфликт все Великие Дома. В результате свободного применения оружия массового поражения всеми державами происходит массовая гибель людей и утрата технологий. Хотя война заканчивается перемирием, Вторая Наследная Война начинается менее чем через десять лет и приводит к ещё большим разрушениям.
- Поздние Наследные Войны (2901-3019)

К этому времени Вторая Наследная Война и начало Третьей свели большую часть передовых технологий Звездной Лиги к статусу «потерянных технологий». Третья война начинается с нападения Синдиката Дракона на Лиранское Содружество, но вскоре скатывается к двум столетиям постоянных вялотекущих боевых действий, по причине глупых и ошибочных действий Великих Домов.
- Поздние Наследные Войны — Ренессанс (3019-3049)

В начале 31-го века Серый Легион Смерти обнаруживает ядро памяти на планете Хельм и инициирует возврат многих потерянных технологий. В тайне Ханс Дэвион и Катрина Штайнер подписывают соглашение Федкома, секретный пакт о соединении Федерации Солнц и Лиранского Содружества. Используя свой брак с Мелиссой Штайнер в качестве прикрытия, Ханс Дэвион начинает Четвёртую Наследную Войну, начав массированное вторжение во владения своих противников. Война заканчивается тем, что Дэвион захватывает половину Конфедерации Капеллы и обеспечивает жизненно важную связь с Содружеством, но не может победить Синдикат Дракона.
- Вторжение Кланов (3050-3061)

Таинственная сила вторгается на территорию Внутренней Сферы. Захватчики называют себя Кланами, и являются потомками войск СОЗЛ Керенского, выкованных в общество, призванном стать величайшей боевой силой в истории. Обладая несравненно более совершенными технологиями и воинами, Кланы завоевывают мир за миром. В конечном счете эта внешняя угроза создаст новую Звездную Лигу, чего не смогли достичь за сотни лет разорительных Наследных Войн. Кроме того, Кланы станут катализатором технологического возрождения.
- Гражданская Война (3062-3067)

Когда угроза внешнего вторжения Кланов была нейтрализована, внутренние конфликты Внутренней Сферу снова вышли на первое место. Дом Ляо завоевывает свою прежнюю территорию, миры Сент-Ивского договора. Восстание военных подразделений, принадлежащих дому Курита, разжигает войну с их могущественным пограничным врагом, Кланом Призрачного Медведя; невероятно мощное Федеративное Содружество дома Штайнера и дома Дэвиона рушится, впереди пять долгих лет ожесточенной гражданской войны.
- Джихад (3068-3085)

После Гражданской Войны в Федеративном Содружестве лидеры великих домов встречаются и распускают новую Звездную Лигу, объявляя её не легитимной. Техно-религиозное общество Слово Блейка — отколовшаяся группировка КомСтара, защитников и контролеров межзвездной связи — запускает Джихад: межзвездную войну, которая в конечном счете столкнет все фракции друг с другом и даже с самими собой. Оружие массового уничтожения используется впервые за столетия, новые пугающие технологии становятся доступны многим силам. Ящик Пандоры открыт…
- Республика Сферы (3086-3130)

Республика созданная Девлином Стоуном прокладывает путь к миру и процветанию после разорительного Джихада. Конфликты все ещё происходят, но они малы по масштабу по сравнению с войнами прошлого.
- Тёмное Время (3131-3150)

Через два года после исчезновения Стоуна межзвёздная коммуникационная сеть отключается. Извлекая выгоду из этой неразберихи, Великие Дома начинают отбирать миры, которые они когда-то дали Республике, давняя ненависть вспыхивает с новой силой.
- Иль Клан (3151-....)

Клан Волка завоевал Терру. Что будет дальше? Время покажет...

### Фракции BattleTech
Во вселенной BattleTech существует множество государственных образований, экономических и политических сообществ, наёмных отрядов, пиратских банд и других структур и сообществ за чьи интересы может выступать игрок, ведя в битву своих боевых мехов. Но наиболее значимыми для вселенной и хорошо описными в соответствующей литературе являются Наследные государства Внутренней Сферы, Кланы Керенского, Комстар и ряд наёмных отрядов, которые обычно называют легендарными.
- Наследные Государства Внутренней Сферы

Наследные Государства (названные так из-за того, что они являются «наследниками» и «преемниками» Звездной Лиги) — это крупнейшие межзвёздные державы Внутренней Сферы, обладающие колоссальной военной силой и мощной экономикой. Каждое из таких государств управляется одним из Великих Домов и имеет свои собственные обычаи и культуру. После того как Великий Дом Камеронов был уничтожен в Гражданской войне, во времена Звездной Лиги, пять оставшихся Великих Домов в течение нескольких следующих столетий, сражаются друг с другом за наследие Звёздной Лиги и статус Первого Лорда. К XXXI веку Наследные Государства оказались обескровленными в результате ожесточённой борьбы, но так и не достигли основных целей. А потом произошло вторжение Кланов Керенского. В ответ на новую угрозу Наследным Государствам пришлось на время забыть свои разногласия, и в итоге сформировать вторую Звездную Лигу, чтобы отразить нападение захватчиков. Однако этот союз был лишь временным затишьем, и с распадом второй Звездной Лиги Наследные Государства продолжили свою борьбу за господство уже в XXXII веке.
Перечень Наследных государств: Федерация Солнц (англ. Federated Suns), Синдикат Дракона (англ. Draconis Combine), Конфедерация Капеллы (англ. Capellan Confederation), Лига Свободных Миров (англ. Free Worlds League), Лиранское Содружество (англ. Lyran Commonwealth).
- Кланы Керенского

Кланы произошли от части Сил Обороны Звёздной Лиги (англ. Star League Defence Force). После падения Звёздной Лиги и свержения узурпатора Стефана Амариса генерал Александр Керенский повел верные ему войска с семьями и техническим персоналом в мало изученную область космического пространства, подальше от Великих Домов и их дрязг. Он понимал, что эпоха опустошительных войн неизбежна, и даже некогда могущественная армия Звездной Лиги бессильна её остановить. После долгих поисков нового дома и междоусобиц между бывшими военными и офицерами СОЗЛ (англ. SLDF), сын Александра Николай Керенский принял командование и организовал общество из в двадцати военизированных Кланов, возглавляющих и защищающих сопутствующие им гражданское население.
Перечень Кланов: Клан Духа Крови (англ. Clan Blood Spirit), Клан Барока (англ. Clan Burrock), Клан Облачной Кобры (англ. Clan Cloud Cobra), Клан Койота (англ. Clan Coyote), Клан Алмазной Акулы (англ. Clan Diamond Shark), Клан Огненного Мандрила (англ. Clan Fire Mandrill), Клан Призрачного Медведя (англ. Clan Ghost Bear), Клан Скорпиона Голиафа (англ. Clan Goliath Scorpion), Клан Адских Лошадей (англ. Clan Hell’s Horses), Клан Ледяного Гелиона (англ. Clan Ice Hellion), Клан Нефритового Сокола (англ. Clan Jade Falcon), Клан Нефритового Волка (англ. Clan Jade Wolf), Клан Мангуста (англ. Clan Mongoose), Клан Кота Сверхновой (англ. Clan Nova Cat), Клан Дымчатого Ягуара (англ. Clan Smoke Jaguar), Клан Снежного Ворона (англ. Clan Snow Raven), Клан Звёздного Ужа (англ. Clan Star Adder), Клан Стальной Гадюки (англ. Clan Steel Viper), Клан Каменного Льва (англ. Clan Stone Lion), Клан Вдоводела (англ. Clan Widowmaker), Клан Волка (Clan Wolf), Клан Росомахи (англ. Clan Wolverine).
- КомСтар

КомСтар (англ. ComStar), организация известная также как Орден КомСтар или просто «Орден», — это межзвездная организация, отвечающая за поддержание сети гиперимпульсных генераторов (англ. Hyperpulse generators), основного средства межзвездной связи во вселенной BattleTech.
Министр связи ЗЛ Джером Блэйк предвидел, что грядущие войны за наследие Звёздной Лиги не только уничтожат сеть гиперимпульсных генераторов, но и поставят крест на знаниях и технологиях, накопленных человечеством за столетия процветания. С согласия Наследных Государств КомСтар получил монопольный контроль над сетью ГИГ (гиперимпульсных генераторов), причем Терра (планета Земля во вселенной Battletech) отошла КомСтару в качестве штаб-квартиры, и организация выступает в качестве нейтрального арбитра в конфликтах между основными фракциями. КомСтар выпустил свою собственную валюту К-Чек (англ. C-Bill), которая вскоре стала стандартом в межзвездной торговле.
Для предоставления новостных услуг по всей Внутренней Сфере, Комстаром было создано новостное агентство. Так же был сформирован арбитраж по надзору за наёмниками в роли «честного брокера» в связи с бурно развивающейся индустрией наемничества и ЧВК. На деле все интегрированные в государства ВС структуры были двойного назначения, а большая часть знаний, которые были утрачены государствами Внутренней Сферы, была сохранена КомСтаром в тайне от всех. Хотя КомСтару официально не полагалось вооружённых сил, кроме подразделений для охраны станций ГИГ, Орден активно пользовался услугами наёмников и карманных ЧВК для достижения своих целей.
В 3052 году в КомСтаре произошёл раскол по идеологическим причинам. Отколовшаяся группа назвала себя Словом Блэйка. Сначала Блэйкисты нашли пристанище на территории Лиги Свободных Миров, но в 3058 году им удалось взять под контроль Терру, куда они впоследствии перенесли большую часть своей администрации и ценных активов. В 3068 году при прямом участии Слова была инициирована цепь событий приведшая к Джихаду — глобальной межзвёздной бойне с применением оружия массового поражения.
- Наёмники

Воины, сражающиеся не ради идеи и долга, а ради личной материальной выгоды.  Во Внутренней Сфере значительную часть боевых действий ведут частные военные подразделения, работающие по контракту. Многие наемные подразделения не переживают своих первых боёв, но часть из них становятся успешными, надежными отрядами, которые становятся важной компонентой вооруженных сил своих работодателей.
Наиболее распространённая боевая единица в наёмных подразделениях – Боевой Мех, но и другие рода войск, такие как танки, пехота и авиация могут быть представлены в их рядах без ограничений. Некоторые подразделения специализируются на отдельных родах войск. Численность и оснащённость наёмных отрядов так же варьируется в широком диапазоне: от небольшой группы бывших пиратов, с парой устаревших боевых машин, до отрядов уровня полка, которые могут поспорить по выучке и техническому оснащению с регулярными и гвардейскими подразделениями Великих Домов.
Некоторые наёмные отряды оказали сильное влияние на ход истории вселенной BattleTech, например такие подразделения как: Легион Серой Смерти (англ, Gray Death Legion), Нордвиндские Горцы (англ. Northwind Highlanders), Гончие Келла (англ. Kell Hounds), Волчьи Драгуны (англ. Wolf's Dragoons).
- Республика Сферы

Республика Сферы была основана  Девлином Стоуном в 3081 году. Это государственное образование было зачато как контрсила Слову Блэйка и восстала на рунах Джихада. Его столица - город Женева на Терре. Целью Стоуна было привести Сферу к миру и процветанию, и Республика помогла осуществить это в некоторой мере. Республике отошло множество миров, за которые наследные государства боролись на протяжении веков. Стоун также признавал, что власть исходит от народа, а не от правительства, поэтому он стремился ослабить власть чиновников и аристократов.

## Сторонние ссылки
https://bg.battletech.com/ - официальный сайт варгейма Classic BattleTech.
https://www.catalystgamelabs.com/battletech/ - официальный сайт издателя.
www.sarna.net — база знаний BattleTech
https://camospecs.com/ - фотовыставка миниатюр Battletech, справочник по схемам окраски миниатюр Battletech
https://unitcolorcompendium.com/ - справочник по схемам окраски миниатюр Battletech
https://hobbygames.ru/download/rules/BattleTech_Boardgame_rules_web.pdf - базовые правила стартового набора «BattleTech: настольная игра» на русском (распространяются бесплатно)
https://megamek.org/ - компьютерная версия Classic Battletech, создана и поддерживается фанатами игры. Распространяется бесплатно.